# Хёйкюр Андри Харальдссон
Хёйкюр Андри Харальдссон (исл. Haukur Andri Haraldsson; род. 24 августа 2005) — исландский футболист, полузащитник клуба «Лилль».

## Клубная карьера
Харальдссон — воспитанник клуба «Акранес». 24 апреля 2022 года в матче против «Викингур» дебютировал в чемпионате Исландии. 21 августа в поединке против «Вестманнаэйяр» Хёйкюр забил свой первый гол «Арканес». Летом 2023 года Харальдссон перешёл во французский «Лилль». 

## Международная карьера
В 2023 году в составе юношеской сборной Исландии Харальдссон принял участие в юношеском чемпионате Европы на Мальте. На турнире он сыграл в матчах против команд Испании, Норвегии и Греции. 